# Rho Hydrae
Désignations
Rho Hydrae (en abrégé ρ Hya) est une étoile binaire de la constellation de l'Hydre. Elle est visible à l'œil nu avec une magnitude apparente de 4,36. Le système présente une parallaxe annuelle de 9,21 mas mesurée par le satellite Hipparcos, ce qui permet d'en déduire qu'il est distant d'environ ∼ 354 a.l. (∼ 109 pc) de la Terre. À cette distance, sa magnitude visuelle est diminuée de 0,06 en raison de l'extinction créée par la poussière interstellaire.

## Propriétés
Sa composante primaire, désignée Rho Hydrae A, est une étoile blanche de la séquence principale de type spectral A0 Vn, avec la lettre « n » qui indique que ses raies apparaissent élargies (« nébuleuses ») en raison de sa rotation rapide. Elle tourne en effet sur elle-même à une vitesse de rotation projetée de 128 km/s. L'étoile est environ 3,2 fois plus massive que le Soleil et elle est âgée de 350 millions d'années. Son rayon est environ deux fois plus grand que le rayon solaire, elle est 242 fois plus lumineuse que le Soleil et sa température de surface est de 9 795 K.
Son compagnon, Rho Hydrae B, est une étoile de magnitude 11,9. En 2022, elle est située à une distance angulaire de 12,2 secondes d'arc et à une angle de position de 147° de l'étoile primaire.

## Nomenclature
ρ Hydrae, latinisé en Rho Hydrae, est la désignation de Bayer de l'étoile. Elle porte également la désignation de Flamsteed de 13 Hydrae. C'est l'une des six étoiles qui constituent l'astérisme de la tête du serpent, avec η, σ, ζ, ε et δ Hydrae.
ρ Hydrae formait, avec δ, ε, ζ, η et σ Hydrae, la figure décrite par Ulugh Beg de Min al Azʽal, « appartenant à la zone inhabitée ». Dans un mémorandum technique édité par la NASA en 1971, le Reduced Star Catalog Containing 537 Named Stars, les étoiles de cet astérisme sont ordonnées numériquement. Ainsi ρ Hydrae est désignée comme Minazal IV, δ Hya comme Minazal I, η Hya comme Minazal II, ε Hya comme Minazal III et ζ Hya comme Minazal V (excluant σ Hya).
En astronomie chinoise traditionnelle, ρ Hydrae fait partie de l'astérisme de Liu (柳宿 Liǔ Sù), qui est également une loge lunaire et qui représente un saule. Outre ρ Hydrae, il comprend δ Hydrae, η Hydrae, σ Hydrae, ε Hydrae, ζ Hydrae, ω Hydrae et θ Hydrae.
Les habitants de Groote Eylandt désignaient la zone correspond à la tête de l'Hydre comme Unwala, soit « le Crabe », ce qui inclut notamment ρ Hydrae.